# Ricardo Güiraldes
Ricardo Güiraldes (San Antonio de Areco, 13 febbraio 1886 – Parigi, 8 ottobre 1927) è stato uno scrittore e poeta argentino.

## Biografia
Güiraldes nacque a San Antonio de Areco, città che si trova al nord della Provincia di Buenos Aires, secondo figlio di una ricca famiglia della vecchia aristocrazia terriera. Sua madre era Dolores Goñi, discendente di Ruiz de Arellano, che aveva fondato il villaggio di San Antonio de Areco nel 1730.
Manuel Güiraldes, suo padre, poi intendente (sindaco nominato dal governo) di Buenos Aires, è stato uomo colto appassionato di arte. Ricardo ereditò dal padre questa passione per l'arte; in gioventù abbozzò scene rurali e dipinti ad olio.
All'età di un anno, viaggiò con la sua famiglia in Europa, vivendo per quattro anni a Parigi, vicino alla Rue Saint-Claude. Dall'età di sei anni, parlava non solo spagnolo, ma francese e tedesco. Di fatto, il francese era la sua prima lingua, e la letteratura francese lasciò un segno forte sul suo stile e nei suoi gusti letterari. 
Güiraldes trascorse l'infanzia e la giovinezza tra il ranch di famiglia, La Porteña a San Antonio de Areco, e Buenos Aires. A San Antonio entrò in contatto con il mondo dei gaucho, che avrebbe avuto un ruolo importante nei suoi romanzi Raucho e Don Segundo Sombra; sempre lì, incontrò Segundo Ramírez, su cui basò il titolo di quest'ultima opera. Amava la vita di campagna, ma soffriva di asma che a volte limitava la propria attività fisica, anche se in generale Güiraldes offriva di sé un'immagine di vigore fisico.
Fu educato da varie insegnanti e, più tardi, da un ingegnere messicano, Lorenzo Ceballos, che riconobbero e incoraggiarono le sue ambizioni letterarie. Studiò in vari istituti e completò il suo bachillerato a 16 anni, pur non risultando mai uno studente brillante. Güiraldes studiò da architetto e avvocato presso il Collegio Lacordaire, l'Istituto Vertiz e l'Instituto Libre de Enseñanza Segunda, ma non praticò mai nessuna delle due professioni. Tentò di avviare diverse attività imprenditoriali, tutte senza successo. Viaggiò in Europa nel 1910 in compagnia del suo amico Roberto Leviller, e successivamente con un altro amico, il futuro cognato Adán Diehl, con il quale visitò Italia, Grecia, Costantinopoli, Egitto, Giappone, Cina, Russia, Italia, Ceylon, e Germania prima di stabilirsi a Parigi, dove (dopo che suo padre decise che ne aveva abbastanza di pagare i costi della pigrizia del figlio), rimase in compagnia dello scultore Alberto Lagos (al quale dedicò Xaimaca), e dove decise di diventare uno scrittore.
Nonostante questa decisione, Güiraldes si gettò nella mondanità della capitale francese, praticamente abbandonando le sue ambizioni letterarie. Ma un giorno riprese in mano alcune bozze di storie che aveva scritto sull'Argentina rurale e si mise al lavoro per creare quella che sarebbe diventata la sua prima opera Cuentos de muerte y de sangre ("Storie di morte e di sangue").
Gli amici a cui lesse le storie lo incoraggiarono a pubblicarle. Anche in questo suo primo progetto emerse già uno stile individuale distintivo.
Finalmente dedicatosi veramente alla letteratura, tornò a Buenos Aires nel 1912, entrando a far parte del circolo di Alejandro Bustillo. Il 13 ottobre 1913 sposò Adelina del Carril, anch'essa appartenente ad una delle famiglie più importanti della città, che aveva incontrato la prima volta nel 1905. Nel 1913-1914, pubblicò diverse storie nella rivista Caras y Caretas; nel 1915, queste e altre storie sono state pubblicate come Cuentos de muerte y de sangre; lo stesso anno precedentemente aveva pubblicato un libro di poesie El cencerro de cristal. Fu incoraggiato a proseguire nei suoi scritti dalla moglie e da Leopoldo Lugones, ma quando queste prime opere non trovarono un pubblico ricettivo, Güiraldes ritirò dalla circolazione le copie invendute, e le gettò in un pozzo. Sua moglie riuscì a salvarne alcune; queste copie sopravvissute, danneggiate dall'acqua, sono ora pezzi molto apprezzati dai collezionisti.
Alla fine del 1916, la coppia si recò nel Pacifico, a Cuba, e in Giamaica, dove Güiraldes scrisse un capriccio "teatrale" chiamato El reloj (" L'orologio ", mai pubblicato). Questi viaggi portarono alla nascita del suo romanzo Xaimaca nel 1923, ma molto tempo prima, nel 1917, arrivò il suo primo romanzo Raucho, seguito nel 1918 dal romanzo breve Un Idilio de estación ("Un idillio di stagione"), pubblicato nella rivista El cuento ilustrado di Horacio Quiroga; quest'ultimo, dopo una accurata revisione, fu ben accolto dal pubblico nel 1922 con il nuovo titolo Rosaura.
Nel 1919 Güiraldes viaggiò con la moglie per l'Europa. A Parigi stabilì contatti con molti scrittori francesi e frequentò salotti letterari e librerie; sempre a Parigi avviò Don Segundo Sombra. Fu descritto come particolarmente influenzato dal suo amico Valéry Larbaud, ma la traduttrice di Güiraldes in lingua inglese, Harriet de Onís, ritiene che questa influenza sia stata sopravvalutata.. Güiraldes tornò in Argentina, per tornare nuovamente in Europa nel 1922, dove oltre che a Parigi, passò qualche tempo a Puerto de Pollensa, Maiorca, dove affittò una casa.
In questo periodo subì un cambiamento intellettuale e spirituale. Si interessò alla teosofia e alla filosofia orientale, la ricerca della pace spirituale, e ciò ha avuto forti riflessi nella sua poesia posteriore.
Nel 1924, insieme a Brandan Caraffa, Jorge Luis Borges, e Pablo Rojas Paz fondò la rivista di breve durata Proa, che non ebbe un particolare successo nella sua città natale, ma incontrò una ricezione migliore in altre zone dell'America Latina. Güiraldes fu anche cofondatore del movimento Frente Único, in opposizione al pompierismo (che prevedeva l'utilizzo di linguaggio accademico pomposo), e collaborò alla pubblicazione della rivista Martín Fierro.
Dopo la chiusura della rivista Proa Güiraldes si dedicò a Don Segundo Sombra, che completò nel marzo 1926.
Nel 1927, con l'intenzione di tornare in India a causa del suo crescente interesse verso l'Induismo, Güiraldes visitò ancora una volta la Francia. Andò prima a Arcachon, ma scoprì che soffriva del linfoma di Hodgkin. Fu portato a Parigi in ambulanza, dove fu raggiunto da sua moglie, e morì nella casa del suo amico Alfredo González Garaño. Il corpo di Güiraldes è stato prima riportato a Buenos Aires e, infine, sepolto a San Antonio de Areco.

## Opere
- El cencerro de cristal (1915)

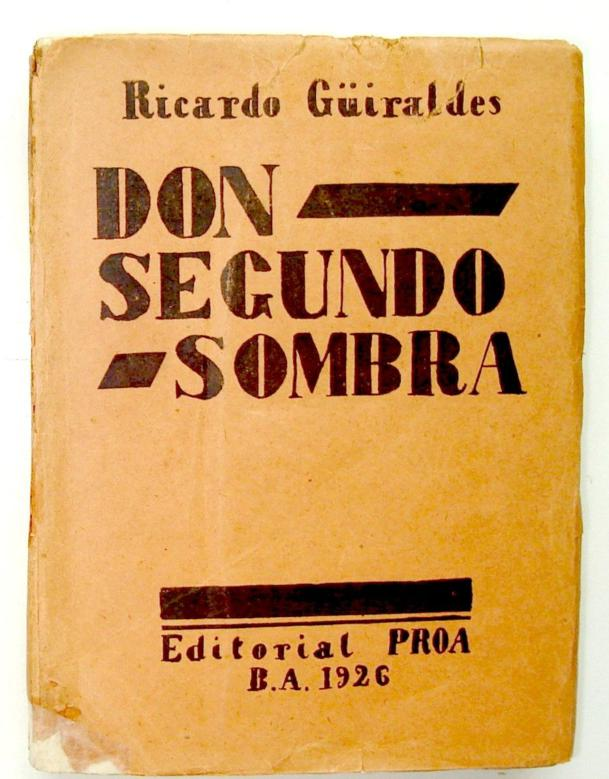
Don Segundo Sombra (1926).

- Cuentos de muerte y de sangre (1915) (Racconti di morte e di sangue)
- Aventuras grotescas
- Trilogía cristiana
- Raucho (1917)
- Un idilio de estación (1917)
- Rosaura (1922)
- Rosaura y siete cuentos
- Xaimaca (1923).
- Don Segundo Sombra (1926)
- Poemas místicos (1928) (Poemi mistici)
- Poemas solitarios (1928) (Poemi solitari)
- Seis relatos
- El sendero (1932) (Il sentiero)
- El libro bravo
- Pampa
- El pájaro blanco